# I pioppi
I pioppi è un dipinto a olio su tela (65x80 cm) realizzato tra il 1879 ed il 1880 dal pittore Paul Cézanne. È conservato nel Musée d'Orsay di Parigi.
È un angolo del parco del castello di Marcouvilles, nel piccolo borgo di Patis, poco lontano da Pontoise.